# Höja kyrka
Höja kyrka är en kyrkobyggnad i Höja omkring fyra kilometer öster om Ängelholm. Den tillhör Ängelholms församling i Lunds stift.

## Kyrkobyggnaden
Kyrkan är uppförd i nygotisk stil efter ritningar av arkitekt A.J. Hallberg. Kyrkbygget påbörjades 1880 och 1 oktober 1882 på den helige Mikaels dag ägde invigningen rum. Kyrkan består av ett rektangulärt långhus med ett tresidigt kor i öster och ett kyrktorn i väster.
2002 genomfördes en totalrenovering av kyrkan. Orgelläktaren byggdes ut vilket skapade utrymme för ett samlingsrum och toalett. Vapenhuset fick golvvärme och kyrkan kalkades om in- och utvändigt.

## Inventarier
- Dopfunten av sandsten tillverkades på 1200-talet. Tillhörande dopfat av mässing är från 1600-talet.
- Altartavlan som skildrar korsnedtagningen är signerad J. Liljedahl år 1792. Tavlan genomgick en omfattande renovering 1967.

### Orgel
- 1758 byggde Christian Fredrik Hardt, Malmö en orgel med 8 stämmor.
- Den nuvarande orgeln byggdes 1888 av Salomon Molander & Co, Göteborg och är en mekanisk orgel. Den har fasta kombinationer. 1954 omdisponerades och utökades orgeln av Marcussen & Søn, Aabenraa, Danmark. 1988 renoverades orgeln av A. Magnussons Orgelbyggeri AB, Mölnlycke.

| Huvudverk I    | Svällverk II      | Pedal        | Koppel |
| Borduna 16´    | Rörflöjt 8´       | Subbas 16´   | I/P    |
| Principal 8´   | Principal 4'      | Principal 8´ | II/I   |
| Dubbelflöjt 8' | Gedackt 4'        | Oktava 4'    |        |
| Oktava 4'      | Gemshorn 2'       | Cymbel II    |        |
| Flöjt 4'       | Quinta 1 1/3'     | Basun 16'    |        |
| Oktava 2'      | Scharf III        |              |        |
| Waldflöjt 2'   | Vox humana 8'     |              |        |
| Mixtur IV      | Crescendosvällare |              |        |
| Trumpet 8'     |                   |              |        |

#### Kororgel
Den nuvarande kororgeln byggdes 1976 av Anders Persson Orgelbyggeri, Viken och är en mekanisk orgel.
| Manual           | Pedal   |
| Gedakt 8'        | Bihängd |
| Principal 4'     |         |
| Rörflöjt 4'      |         |
| Waldflöjt 2' B/D |         |
| Kvint 1 1/3'     |         |

## Bildgalleri

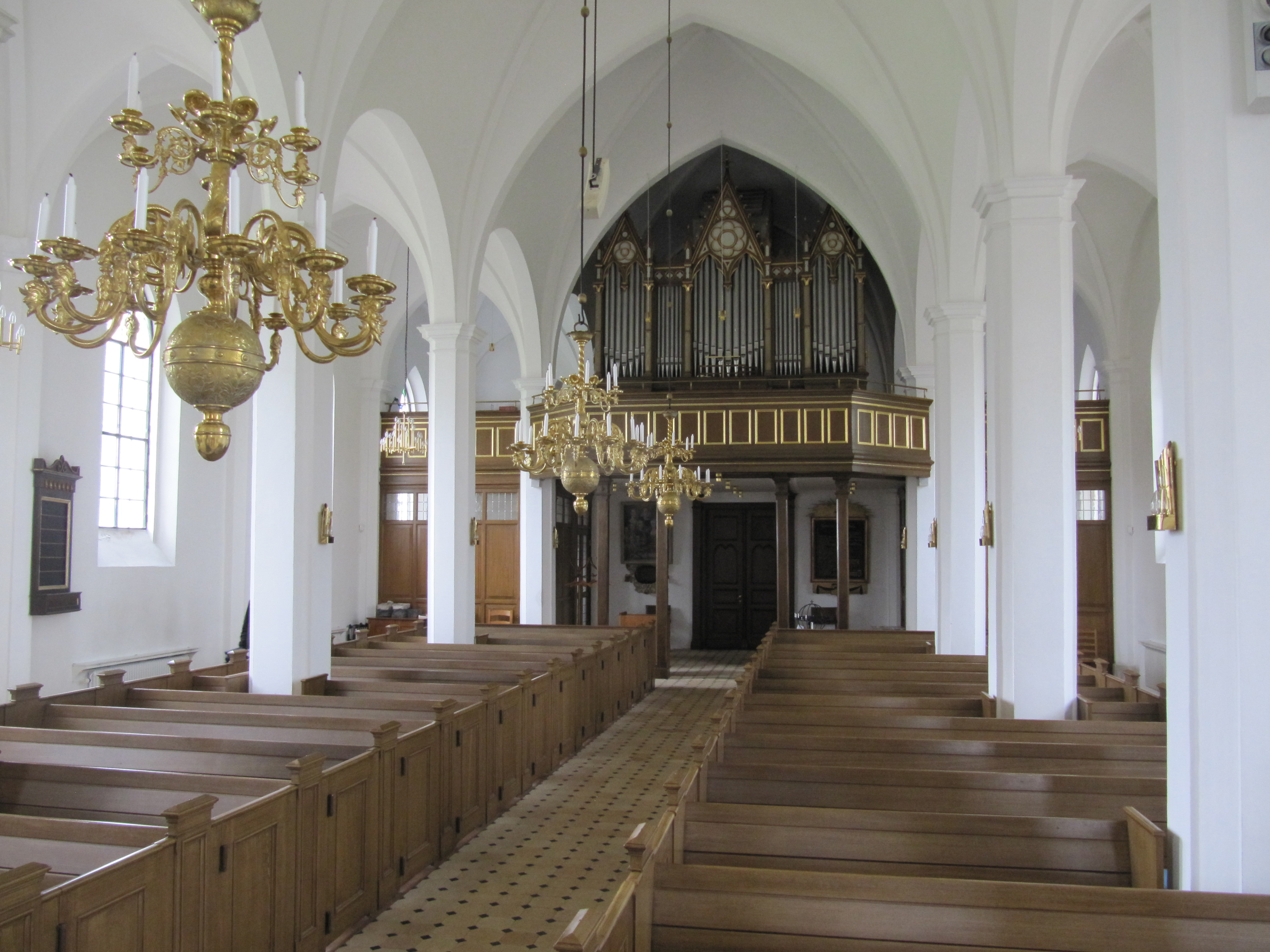
Kyrkorum mot väster
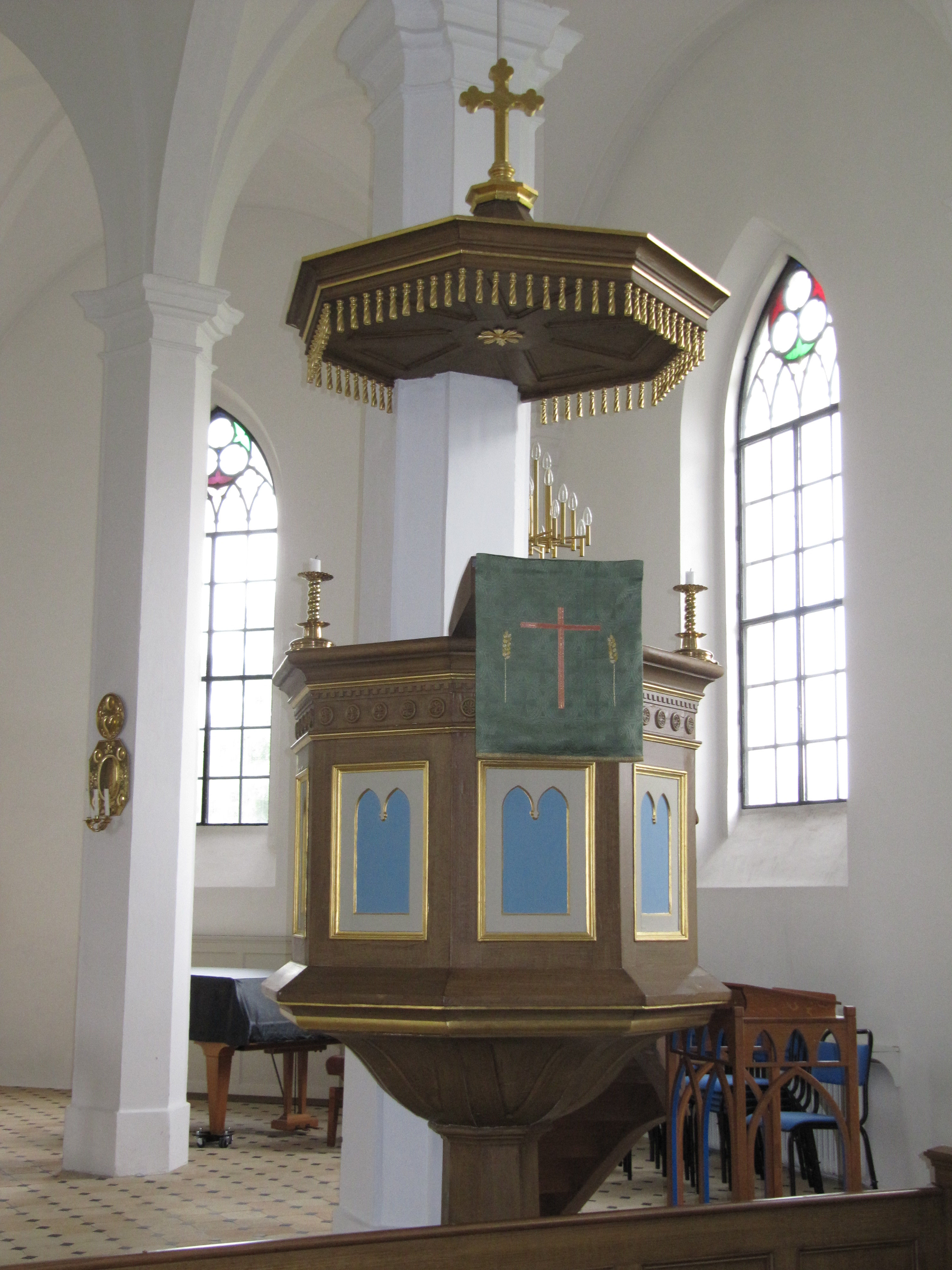
Predikstol
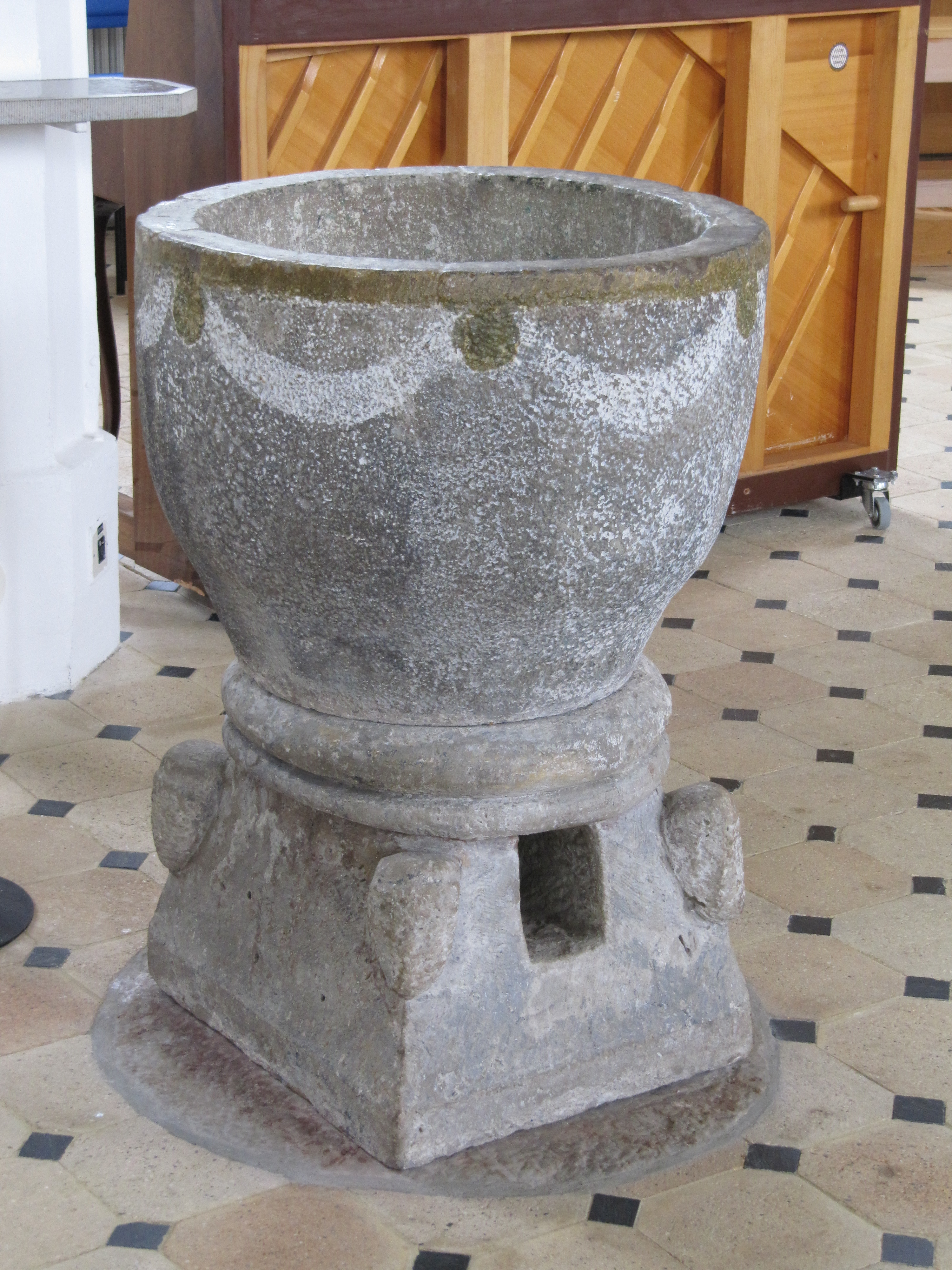
Dopfunt
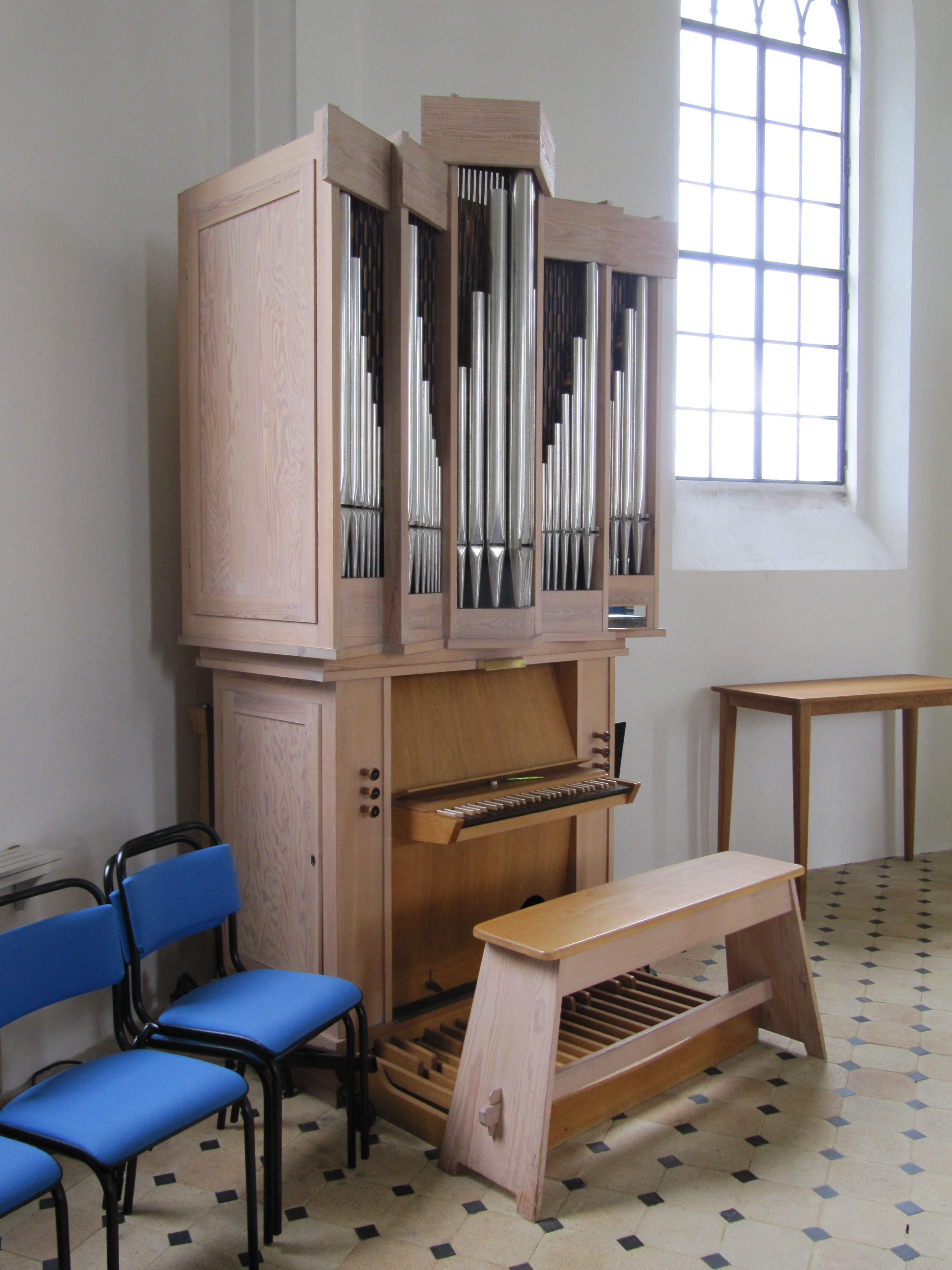
Kororgel
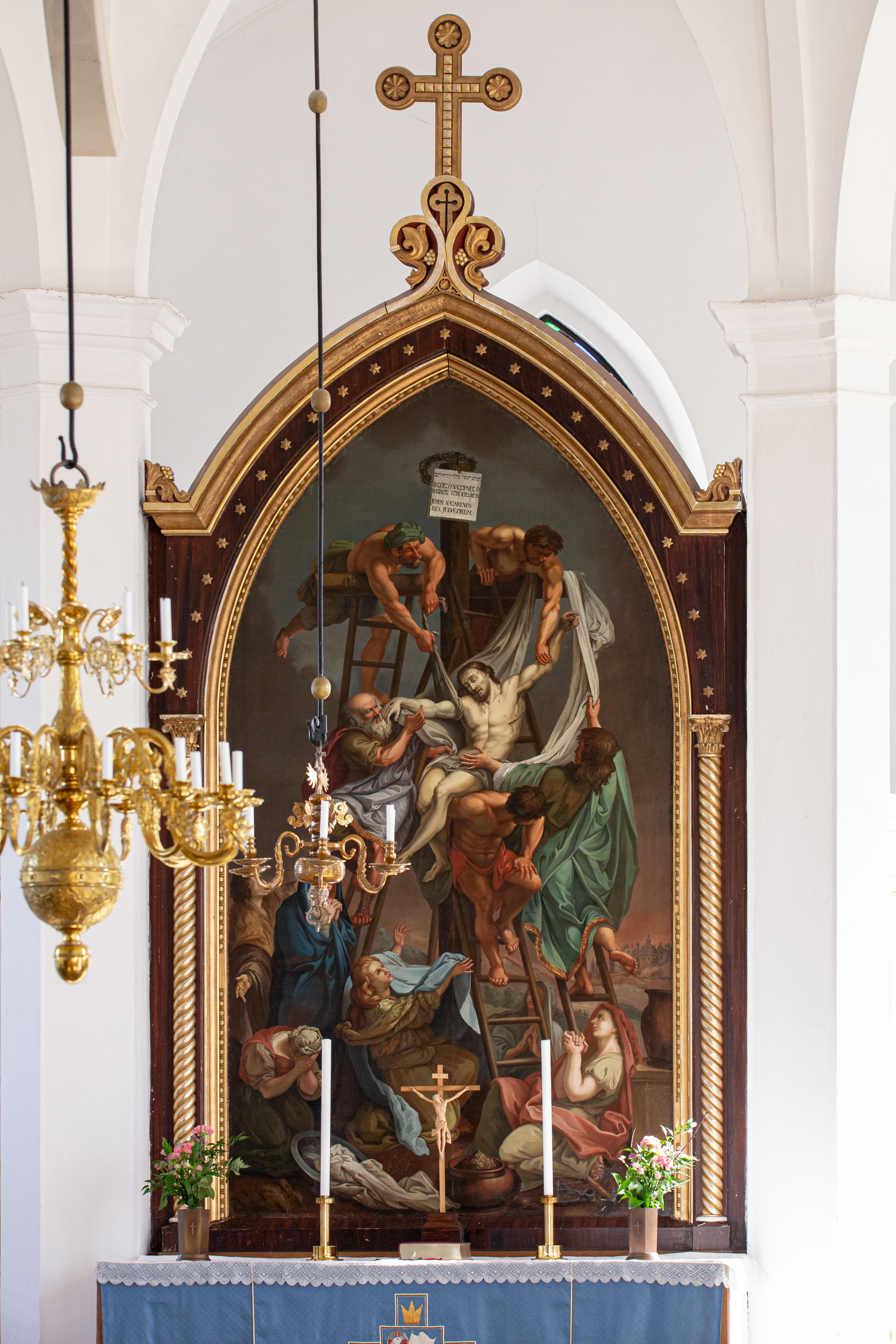
Altartavlan där Jesus tas ned från korset